# Selección femenina de hockey sobre hierba de Italia
La selección femenina de hockey sobre hierba de Italia es el equipo que representa a Italia en competiciones internacionales femeninas de hockey sobre hierba . El equipo es actualmente el número 17.º en el ranking mundial de la FIH, con 623 puntos.

## Historia
El hockey sobre hierba fue introducido en Italia en 1935, y ha crecido en popularidad desde ese entonces.
En julio de 2017, en las semifinales de hockey de la Liga Mundial del 2016-17 en Bruselas, Bélgica, la selección italiana consiguió la clasificación para el Campeonato Mundial de Hockey sobre Césped Femenino de 2018. Es la primera participación del seleccionado italiano femenino desde su participación en el Campeonato Mundial de Hockey sobre Césped Femenino de 1976, celebrado en Berlín Occidental, donde terminaron en décima posición.

## Historia en torneos internacionales

### Campeonato Mundial de Hockey sobre Césped
- 1976 – 10.º puesto
- 2018 – 9.º puesto

### Campeonato Europeo de Hockey sobre Césped
- 1984 – 12.º puesto
- 1987 – 11.º puesto
- 1991 – 11.º puesto
- 1995 – 9.º puesto
- 2003 – 9.º puesto
- 2007 – 7.º puesto
- 2011 – 8.º puesto
- 2015 – 7.º puesto

### Liga Mundial
- 2012–13 – 12.º puesto
- 2014–15 – 16.º puesto
- 2016–17 – 12.º puesto

## Equipo Actual
Última convocatoria: Eurohockey Champions Qualifer (2024)
Entrenador: Andres Mondo 
Goalkeepers: Lucía Caruso - Agustina D'ascola
Defense: Azul Gilardi - Victoria Cabut - Sofia Laurito - Sara puglisi - Ilaria Sarnari 
Midfield: Elettra Bormida - Federica Carta - Teresa Dalla Vittoria - Agustina Fiorelli - Guadalupe Moras - Ailin Oviedo - Ivanna Pessina 
Attack: Antonella Bruni - Candela Carosso - Delfina Granatto - Lara Oviedo 